# Božena Mrštíková

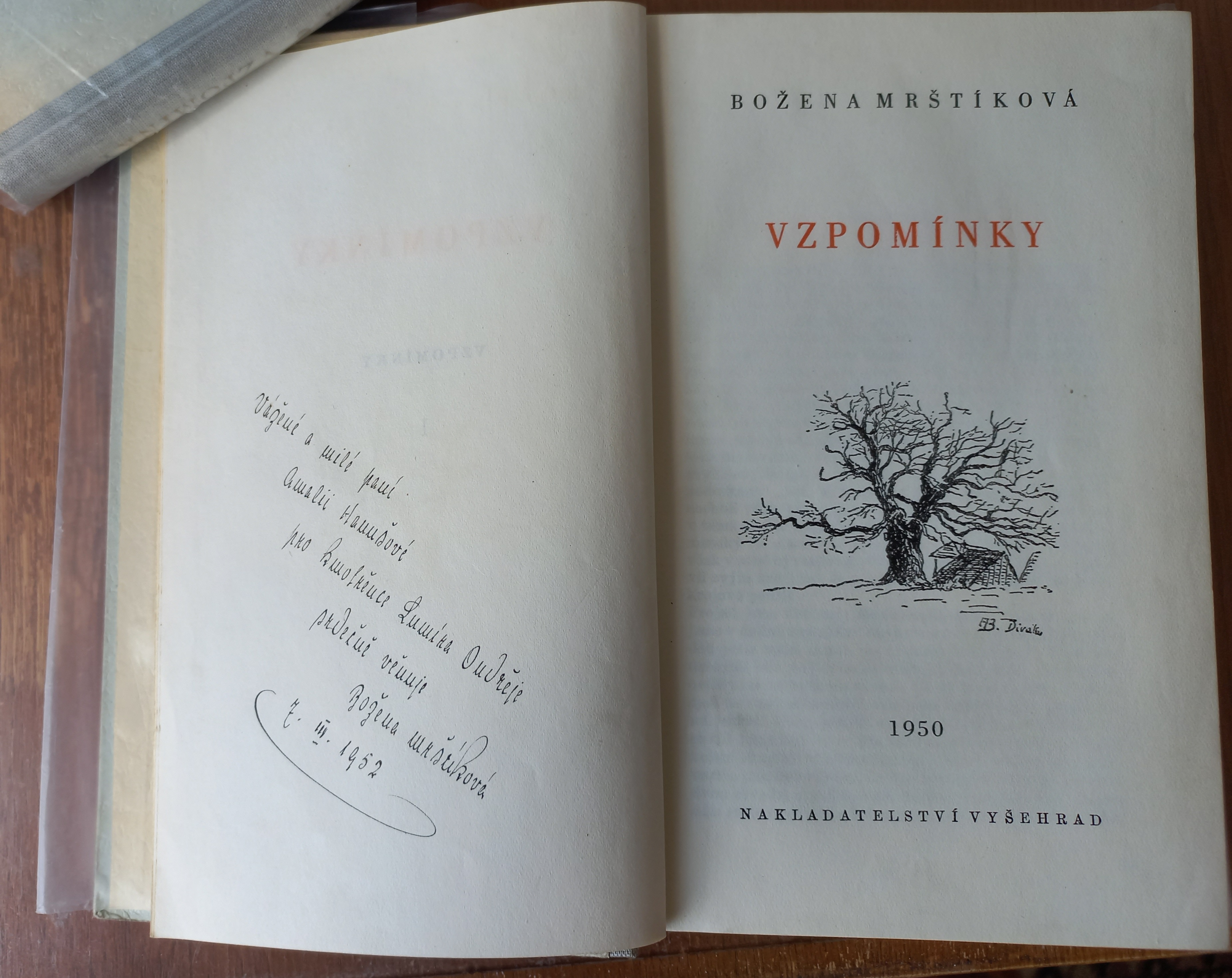
První kniha vzpomínek Boženy Mrštíkové s věnováním autorky jejímu kmotřenci Lumíru Ondřeji Hanušovi

Božena Mrštíková, rozená Pacasová, (7. března 1876 Hejčín – 8. června 1958 Olomouc) byla moravská spisovatelka a překladatelka.

## Život
Narodila se v rodině Antonína Pacase, strojníka v cukrovaru v Hejčíně, a Rosalie, rozené Hnátkové z Tršic. Pokřtěna byla jmény Božena Amalie. Měla jediného sourozence – sestru Vileminu (* 1877).
Základní vzdělání získala v české obecné škole a v německé měšťance kláštera voršilek v Olomouci. Navštěvovala kuchařský kurs, kurs švadlen, učila se ruštině a hře na housle. 30. srpna 1904 se v Hejčíně provdala za Viléma Mrštíka a žila s ním v Divákách. Po jeho smrti 2. března 1912 se vrátila do Hejčína.
Božena Mrštíková byla kmotrou vědce Lumíra Ondřeje Hanuše.[zdroj⁠?!]

## Dílo
Ještě jako svobodná psala dramata. Nejvýznačnější částí jejího díla je oblast vzpomínek na Viléma Mrštíka a jeho rodinu. Také překládala z němčiny a ruštiny drobnější prózu. Její práce vycházely v Pozoru, Selských listech a v Našinci. Byla členkou Moravského kola spisovatelů (1945–1948). Čestná členka Muzejního spolku (1954).

### Verše
- Na prahu nového století – Božena Pacasová. Revue Nový život, 1900[3]

### Próza
- Jak Vilém Mrštík včelařil: několik vzpomínek – Olomouc: nákladem vlastním; Praha: Jan Otto, 1923
- Vzpomínky: 1–6 – Olomouc-Hejčín: nákladem autorčiným, 1933–1938
- Vzpomínky: 3–4 doplněné vydání – Olomouc-Hejčín: nákladem vlastním, 1938
- Mrštíkové: vzpomínky – Praha: František Borový, 1942
- Mrštíkovy včely; [obsahuje i Jak Vilém Mrštík včelařil] – s obálkou Fráni Schöna; barevným frontispisem Františka Pečínky a 4 autentickými fotografiemi. Praha: Katolický literární klub, 1943
- Po Vilémově smrti: vzpomínky – Praha: František Borový, 1946

### Drama
- Premiéra – Olomouc: Selské listy, 1903[5]
- O palmu vítězství – Olomouc: Selské listy, 1903[5]
- Drama umělce – Olomouc: 1904[5]
- Anežka: drama o pěti jednáních – Božena a Vilém Mrštíkovi. Praha: Jan Otto, 1912